# Sclerozio
Lo sclerozio è una struttura con la capacità di sopravvivere per diverso tempo come corpo indipendente dall'organismo che l'ha prodotto. Basidiomiceti, ascomiceti, mixomiceti (muffe melmose) e soprattutto funghi parassiti delle piante hanno la capacità di produrlo.

## Struttura
Lo sclerozio, per quanto riguarda i funghi, ha una forma generalmente sferica ed è costituito da aggregati di ife ripetutamente avvolte e ramificate. Nei mixomiceti (muffe melmose) è costituito dal plasmodio indurito e modificato: questo si divide in una serie di piccole cisti ciascuna con una spessa parete attorno. La formazione di queste strutture inizia quando le condizioni ambientali limitano la crescita dell'organismo. Nei funghi si distinguono tre fasi nello sviluppo degli sclerozi:
1. aggregazione iniziale delle ife;
2. aumento delle dimensioni dovuto alla crescita e ramificazione delle ife;
3. maturazione con formazione di un rivestimento esterno che isola dall'ambiente circostante, con la disidratazione progressiva delle ife e accumulo di sostanze di riserva e pigmenti.

## Cause
La nascita degli sclerozi può essere indotta da fattori che possono variare da specie a specie e si può avere o con formazione di ife (miceliogenica) o con spore asessuali (sporogenica) o tramite la differenziazione di corpi fruttiferi (carpogenica).

## Usi medici
Lo sclerozio di segale cornuta (Claviceps purpurea) contiene diverse sostanze farmacologicamente attive tra cui alcaloidi a nucleo ergolinico derivati dall'acido lisergico come l'ergotossina. In passato veniva usato come emostatico, abortivo ed emmenagogo, inoltre - grazie all'ergotossina - aiuta l'utero a riprendere la sua normale conformazione. Oggi trova impiego nell'industria farmaceutica per la produzione di principi attivi antiipertensivi agenti a livello cerebrale.